# L’Officiel Hommes
L’Officiel Hommes ist ein Magazin für Männermode.
Erstmals 2005 in Frankreich veröffentlicht, ist es mittlerweile in 15 weiteren Ländern mit eigenständigen Ausgaben vertreten. Hierzu zählen Brasilien, China, Griechenland, Indien, Italien, Japan, Lettland, die Niederlande, Polen, Russland, Serbien, Südkorea, Thailand, Spanien, die Ukraine und die Vereinigten Arabischen Emirate. In Deutschland wurde das Magazin 2010 vom ehemaligen Berliner Publikationshaus Mitte Editionen eingeführt und erscheint seit 2011 im Münchner Madame Verlag, für den Inhalt ist allerdings seit 2012 das Berliner Unternehmen Off One’s Rocker Publishing verantwortlich. Nach Lâle Aktay hat mittlerweile Götz Offergeld als erster Mann die Position des Chefredakteurs inne.
L’Officiel Hommes entstand als Ergänzung zum rein auf Frauenmode ausgerichteten Magazin L’Officiel, das seit 1921 erscheint. Mitgewirkt haben an seiner Erstellung zahlreiche Persönlichkeiten aus der Kunst- und Modewelt wie Milan Vukmirovic und André Saraiva. Im Quartalsrhythmus publiziert, stellt es eine direkte Konkurrenz zu ähnlich konzipierten Magazinen in Deutschland wie der GQ Style oder der Men’s Health Fashion dar.